# París-Tours 2009

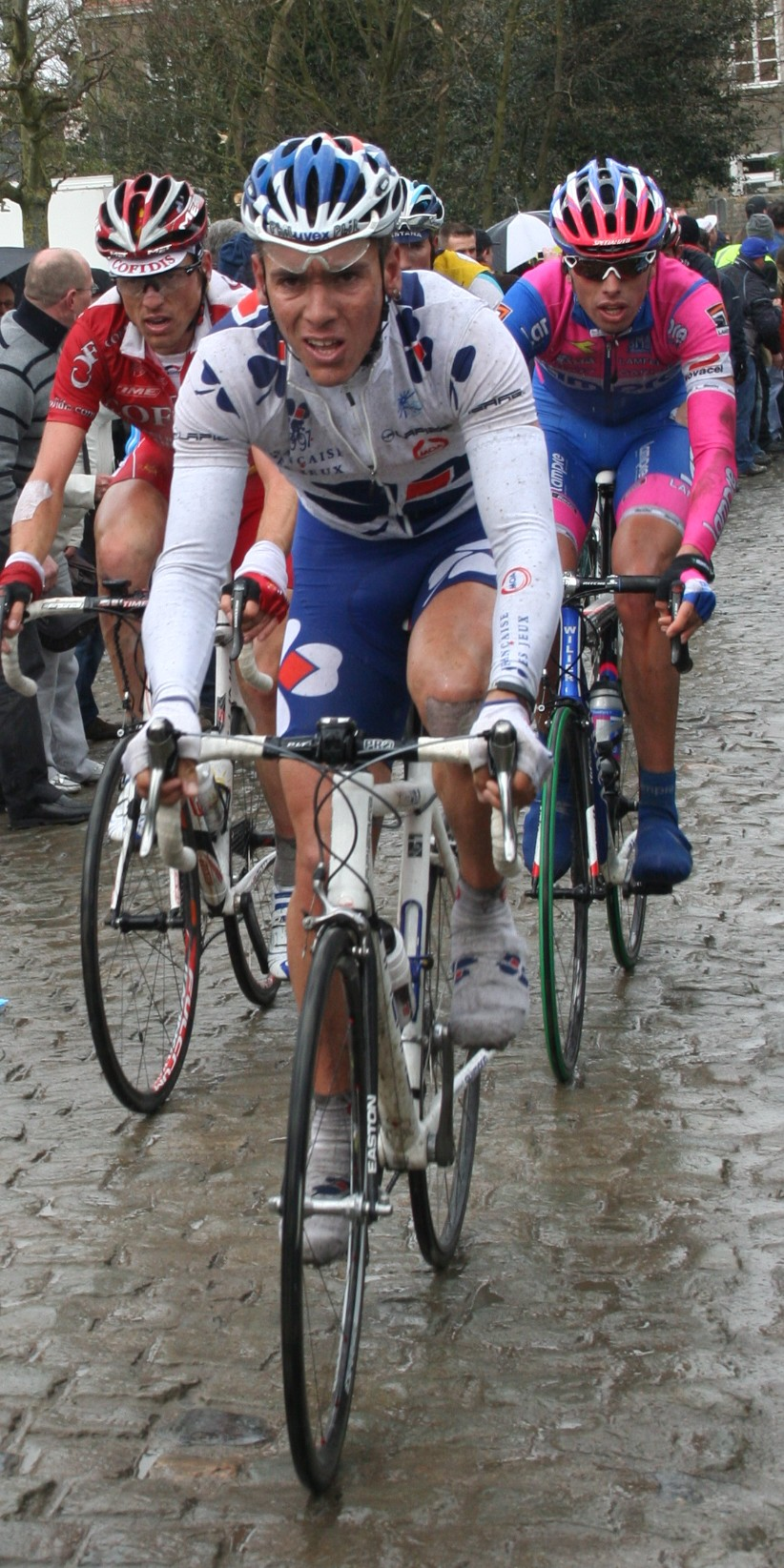
Philippe Gilbert, vencedor de la París-Tours 2009

La París-Tours 2009 és una cursa ciclista que es disputà l'11 d'octubre de 2009 amb una distància de 230 km. Aquesta fou la 103a edició de la clàssica París-Tours i el vencedor final fou el belga Philippe Gilbert de l'equip Silence-Lotto, que d'aquesta manera guanyava la segona París-Tours de manera consecutiva.

## Equips participants
En aquesta edició hi van prendre part 25 equips i un total de 192 corredors
| - AG2R La Mondiale - Agritubel - Auber 93 - Besson Chaussures-Sojasun - BMC Racing Team - Bouygues Telecom - Bretagne-Schuller - Caisse d'Epargne - Cervélo TestTeam | - Cofidis - Euskaltel–Euskadi - Garmin-Slipstream - FDJ - Lampre-NGC - Landbouwkrediet - Tonissteiner - Quick Step - Rabobank ProTeam | - Roubaix Lille Métropole - Silence-Lotto - Skil-Shimano - Team Columbia-HTC - Team Katusha - Team Milram - Team Saxo Bank - Vacansoleil |

## Recorregut
El recorregut de 230 km travessa els departaments de l'Eure i Loir, de Loir-et-Cher i de l'Indre-et-Loire. La sortida es fa des de Chartres i fins al km 44, en arribar a Bonneval, els ciclistes no es retroben amb el traçat habitual. En els darrers 10 km els ciclistes han de franquejar tres petites dificultats muntanyoses: la cota de l'Épan (500 m al 8%), la cota de Pont Volant (400 m al 7%) i la cota del Petit Pas de l'Âne (500 m al 7%). L'arribada està situada a l'avinguda de Grammont, de 2.600 m.

## Desenvolupament de la carrera
El primer a atacar, al km 9, és Jonathan Thiré. A ell s'afegeixen Martin Elmiger, Cédric Pineau, Matthieu Ladagnous, Damien Gaudin, Jean-Luc Delpech, Matthew Hayman, Aart Vierhouten, Tom Veelers i Lazlo Bodrogi. Aquest grup arriba a tenir una diferència de fins a 4'45" de diferència respecte al gran grup.
A poc a poc el grup els anirà retallant la diferència i a manca de 30 km aquesta se situa al voltant del mig minut.
A 11 km de l'arribada Tom Veelers ataca en el grup d'escapats, però tan sols 2 km més tard serà agafat per un grup format per Greg Van Avermaet, Philippe Gilbert, Tom Boonen i Borut Bozic. Mentre Van Avermaet es despenja al davant, pel darrere ataca Filipo Pozzato, tot aprofitant el pas per la cota de Pont Volant, però no podrà contactar amb trio d'escapats. A 200m de l'arribada Gilbert llança d'esprint, imposant-se per segon cop consecutiu a Tours.

## Classificació final
|     | Ciclista          | Equip                 | Temps      |
| --- | ----------------- | --------------------- | ---------- |
| 1.  | Philippe Gilbert  | Silence-Lotto         | 5h 12' 23" |
| 2.  | Tom Boonen        | Quick Step            | m. t.      |
| 3.  | Borut Bozic       | Vacansoleil           | + 2"       |
| 4.  | Filippo Pozzato   | Team Katusha          | + 16"      |
| 5.  | Óscar Freire      | Rabobank              | m. t.      |
| 6.  | Francesco Gavazzi | Lampre NGC            | m. t.      |
| 7.  | Gerben Löwik      | Vacansoleil           | m. t.      |
| 8.  | Pablo Lastras     | Caisse d'Epargne      | m. t.      |
| 9.  | Martin Reimer     | Cervélo TestTeam      | m. t.      |
| 10. | Iauhèn Hutaròvitx | La Française des Jeux | m. t.      |